# Mifune Tosiró
Mifune Tosiró (三船 敏郎; Hepburn: Mifune Toshirō; Csingtao, Santung, Kína, 1920. április 1. – Tokió, 1997. december 24.) japán színész, közel 170 filmben szerepelt.

## Gyermekkora
1920. április 1-jén, japán szülők gyermekeként született a kínai Csingtaóban, de szüleivel és két testvérével Talienben nőtt fel. Gyerekként apja, Tokuzó fotóműtermében dolgozott, aki hivatásos fényképész volt, és Észak-Japánból emigrált Kínába. Tokuzó metodista volt, és hittérítői munkát is végzett a talieni japán közösségben.
Bár a fiatal Mifune élete első 19 évét Kínában töltötte, mégis besorozták a Japán Császári Légierőbe, ahol légifotósként szolgált a második világháború alatt. 1946-ban települt át Japánba.

## Első lépései a szórakoztatóiparban
1947-ben, a Tóhó filmstúdiónál dolgozó barátja unszolására jelentkezett a cég fotóművészeti osztályára, és operatőr-asszisztensi állást kapott. A szakszervezet szorosan együttműködött a Japán Kommunista Párttal, ami miatt a mélyen vallásos Mifune nem érezte jól magát a vállalatnál.
Ugyanekkor, az elhúzódó sztrájk miatt, a Tóhó sok színésze otthagyta a céget, hogy saját vállalatot alapítson. Helyükre a stúdió tehetségkutató versennyel akart új színészeket találni. Mifunét, tudta nélkül, barátai benevezték a versenyre. A kb. 4000 jelentkezőből 48-at hívtak be próbafelvételre. A fiatal Mifune is köztük volt.
Haragot kellett eljátszania, ami a háborút megjárt Mifunének olyan jól ment, hogy a zsűri túl arrogánsnak és nehezen kezelhetőnek találta. Szerencséjére a zsűrielnök Jamamoto Kadzsiró mégis megkedvelte, és Tanigucsi Szenkicsi rendező figyelmébe ajánlotta. Mifune végül megkapta első szerepét a Snow Trailben (Sin Baka Dzsidai).

## Házassága
Josimine Szacsiko (吉峰幸子), a nyolc évvel fiatalabb színésztárs, egyike volt a tehetségkutató 32 női nyertesének. Befolyásos tokiói családból származott. Egymásba szerettek, és Mifune hamar megkérte a kezét.
A lány szülei ellenezték a házasságot. Mifune kétszeresen is idegennek számított: nem volt buddhista, és Mandzsúriából származott, melynek lakóit a japánok különcnek és öntörvényűnek gondolták. Ráadásul hivatása is magában hordozta az anyagi bizonytalanságot.
Tanigucsi Szenkicsi rendező, Kuroszava Akira segítségével, meggyőzte a Josimine családot, s végül beleegyeztek a házasságba, ami 1950 februárjában meg is köttetett. Ugyanez év novemberében megszületett első fiuk, Siró. Második fiuk, Takesi 1955-ben született. Mifune és Kitagava Mika színésznő lánya, Mika 1982-ben született.

## Hírnév
Hatásos fellépése, széles színészi eszköztára, idegennyelv-tudása és hosszú munkakapcsolata Kuroszava Akirával korának leghíresebb japán színészévé tette, és könnyedén lett a legismertebb a nyugati közönség előtt is. Gyakran alakított nyers, mogorva szamurájt vagy rónint (Kuroszava egyszer panaszkodott is Mifune „nyers” hangjára), megváltoztatva ezzel a szamurájokról kialakult előkelő, finom képet. A hét szamuráj-ban vagy A testőr-ben megformált alakjai gyakran már komikusan faragatlanok voltak, de bővelkedtek gyakorlati tudásban, bölcsességben és bátorságban. A Szandzsúró kifejezetten szembeállítja ezt a nyers harci szellemet az előkelő szamurájok védett birtokaival.
Kuroszava nagyra értékelte Mifune könnyedén ábrázolt, egyszerű érzelmeit. Egyszer meg is jegyezte, hogy Mifune 1 méter film felhasználásával annyi érzelmet tud kifejezni, mint egy átlagos japán színész 3 méteren.
Híres volt Mifune önironikus humora, amit sokszor a filmvásznon is megmutatott. Mindig sok időt fordított a felkészülésre. Mikor A hét szamuráj-ra és A vihar kapujában-ra készült, vadon élő oroszlánokról forgatott filmeket tanulmányozott, A fontos ember forgatása előtt pedig mexikói színészek beszédét hallgatta, hogy a szövegeit spanyolul mondhassa. Az első angol nyelvű filmjeiben, mint az 1966-os A nagy verseny-ben, kiejtés szerint tanulta meg a szövegét. Ez nem mindig járt teljes sikerrel, ezért a hangját sokszor szinkronizálták (szinkronhangja Paul Frees volt). Az 1971-es Vörös Nap forgatására már jobban megtanult angolul, így a filmben az ő hangját hallhatjuk. Csalódott volt, amiért Nyugaton nem tudott nagyobb sikereket elérni. Leghíresebb angol nyelvű szerepe Jamamoto Iszoroku admirális a Midway-ben.
A Csillagok háborúja tervezése közben, a rendező George Lucas fontolgatta, hogy felkéri Obi-Wan Kenobi szerepére. A Lucas által nagyra tartott Rejtett erőd-ben játszott hasonló szerepet (Rokurota tábornok). A film története és szereplői mutatnak némi hasonlóságot a Csillagok háborújával.
Mifunét tartják számon a „kóbor harcos” karakter megteremtőjeként, amit Kuroszavával közös filmjeik alatt tökéletesített. Clint Eastwood volt az első amerikai színész, aki átvette ezt a figurát, sok westernfilmjében, különösen a Sergio Leonéval forgatott spagettiwesternekben használta. Az Egy maréknyi dollárért A testőr engedély nélkül újraforgatott változata, ami miatt Kuroszava pert is nyert Leone ellen. Terence Young amerikai rendező készített egy kései spagettiwesternt, aminek egyik főszerepére Tosirót kérte fel. A Vörös napban, amit egy régi klasszikus a Django ihletett Tosiró Charles Bronson és Alain Delon partnere volt.
A legtöbb Kuroszava–Mifune-alkotásból filmtörténeti klasszikus lett. A legfontosabbak: A vihar kapujában, Stray Dog, A hét szamuráj, Rejtett erőd, a Macbeth-adaptáció Véres trón , A testőr vagy a Szandzsúró.
Közös munkájuk a Rőtszakállú-val ért véget. A legtöbb japán színész évente több filmben is játszik. A Rőtszakállú kétéves forgatása alatt a nagy szakálla miatt nem játszott más filmben, emiatt Mifune és az amúgy is pénzszűkében lévő filmvállalat eladósodott. A Rőtszakállút telt házzal játszották Japánban és népszerű volt Európában is, de Amerikában nem tudott átütő sikert elérni.

## Utolsó évei
1984-ben egy újságban Mifunét választották a „legjapánabb férfinek”, „akinek az arca a legjobban kifejezi a japán büszkeséget, erőt és férfiasságot”. Hazájában és külföldön is gyakran őt tartják az igazi japán férfi megtestesítőjének.
Az 1980-as évek elején színitanodát alapított, Mifune Geidzsucu Gakuin (三船芸術学院) néven. Az iskola három év után, anyagi problémák miatt bezárt.
Nyugaton a legnagyobb ismertséget a Magyarországon is sikerrel vetített, Sógun c. tv-sorozatban játszott Toranaga szerepével ért el. A sorozatnak történelmi pontatlanságai és Japán leegyszerűsített ábrázolása miatt hazájában nem volt jó fogadtatása. Ez tovább növelte az ellentétet közte és Kuroszava között, szinte kizárva a közös munkát.
Kuroszavának és Mifunének egyre több rosszalló megjegyzése volt egymásra, sokszor nyíltan hangot adtak neheztelésüknek. 1993-ban, barátjuk, Honda Isiró temetésén békültek ki. Óvatos szemkontaktusok után, könnyezve ölelték meg egymást, véget vetve a három évtizedes távolságtartásnak. Már nem dolgoztak újra együtt, és barátságuk igazi helyreállítására sem maradt idejük, öt év múlva már egyikőjük sem élt.
1992-től pontosan nem ismert súlyos betegségben szenvedett. Valószínűleg a rengeteg munkával túlhajszolta magát, és szívrohamot vagy szélütést kapott. Bárhogy is volt, nagy hirtelenséggel visszavonult, felesége, Szacsiko ápolta, és csak ritkán hagyta el a házát. Miután felesége 1995-ben, bélrákban meghalt, Mifune fizikai és szellemi állapota is rohamosan romlani kezdett. 1997. december 24-én, 77 éves korában, Mitakában hunyt el.

## Magyarországon bemutatott filmjei
- 1948 A részeg angyal (Joidore tensi) – rendezte: Kuroszava Akira
- 1950 A vihar kapujában (Rasómon) – rendezte: Kuroszava Akira
- 1952 Oharu élete (Szaikaku icsidai onna) – rendezte: Mizogucsi Kendzsi
- 1954 A hét szamuráj (Sicsinin no szamurai) – rendezte: Kuroszava Akira
- 1957 Éjjeli menedékhely – (Donzoko) – rendezte: Kuroszava Akira
- 1957 Véres trón (Kumonoszu dzsó) – rendezte: Kuroszava Akira
- 1958 A riksakuli (Muhómacu no issó) – rendezte: Inagaki Hirosi
- 1958 Rejtett erőd (Kakusi toride no szan akunin) – rendezte: Kuroszava Akira
- 1961 A testőr (Jódzsinbó) – rendezte: Kuroszava Akira
- 1962 A fontos ember – (Ánimas Trujano (El hombre importante)) – rendezte: Ismael Rodríguez
- 1965 Rőtszakállú (Akahige) – rendezte: Kuroszava Akira
- 1966 A nagy verseny (Grand Prix) – rendezte: John Frankenheimer
- 1968 Pokol a Csendes-óceánon (Hell in the Pacific) – rendezte: John Boorman. A film két különböző befejezéssel készült a japán és az amerikai piacra.
- 1971 Vörös nap (Soleil rouge vagy Red Sun) – rendezte: Terence Young
- 1975 A Midway-i csata (Midway) – rendezte: Jack Smight
- 1979 Meztelenek és bolondok (1941) – rendezte: Steven Spielberg
- 1981 Shogun - rendezte: Jerry London - televíziós sorozat
- 1982 A szamurájkard  – rendezte: John Frankenheimer
- 1992 A farkas árnyéka (Shadow of the Wolf) – rendezte: Jacques Dorfman
- 1995 Óceán hozott (Fukai kava) – rendezte: Kumai Kei

## További filmszerepei
Nem minden filmjének van hivatalos magyar címe; ahol nincs, ott az angol cím olvasható. Zárójelben a filmek eredeti címe szerepel, japán címek esetén magyar átírással.
- 1947 Snow Trail (Ginrei no hate) – rendezte: Tanigucsi Szenkicsi
- 1947 These Foolish Times (Sin baka dzsidai) – rendezte: Jamamoto Kadzsiró
- 1949 The Quiet Duel – (Sizukanaru kettó) – rendezte: Kuroszava Akira
- 1949 Jakoman and Tetsu – (Dzsakoman to Tecu) – rendezte: Tanigucsi Szenkicsi
- 1949 Stray Dog – (Nora Inu) – rendezte: Kuroszava Akira
- 1950 Escape at Dawn – (Dacugoku) – rendezte: Tanigucsi Szenkicsi
- 1950 Conduct Report on Professor Ishinaka – (Isinaka szenszei gjódzsóki) – rendezte: Narusze Mikio
- 1950 Scandal – rendezte: Kuroszava Akira
- 1950 Engagement Ring – (Konjaku jubiva) – rendezte: Kinosita Keiszuke
- 1951 Beyond Love and Hate – (Ai to nikusimi no kanata e) – rendezte: Tanigucsi Szenkicsi
- 1951 Elegy – (Aika) – rendezte: Jamamoto Kadzsiró
- 1951 The Idiot – (Hakucsi) – rendezte: Kuroszava Akira
- 1951 Pirates – (Kaizoku-szen) – rendezte: Inagaki Hirosi
- 1951 Meeting of the Ghost Après-Guerre – (Szengoha obake taikai) – rendezte: Szaeki Kijosi
- 1951 Conclusion of Kojiro Sasaki-Duel at Ganryu Island (Kankecu Szaszaki Kodzsiró – Ganrjú-tó Kettó) – rendezte: Inagaki Hirosi. Ekkor alakította először Mijamoto Muszasi szerepét.
- 1951 The Life of a Horsetrader – (Bakuró icsidai) – rendezte: Kimura Keigo
- 1951 Who Knows a Woman's Heart – (Onnagokoro dareka siru) – rendezte: Jamamoto Kadzsiró
- 1952 Vendetta for a Samurai – (Araki Mataemon: Kettó kagija no cudzsi) – rendezte: Mori Kazuo
- 1952 Foghorn – (Muteki) – rendezte: Tanigucsi Szenkicsi
- 1952 Sword for Hire – (Szengoku burai) – rendezte: Inagaki Hirosi
- 1952 Jewels in our Hearts – (Tókjó no koibito) – rendezte: Csiba Jaszuki
- 1952 Swift Current – (Gekirjú) – rendezte: Tanigucsi Szenkicsi
- 1952 The Man Who Came to Port – (Minato e kita otoko) – rendezte: Honda Isiró
- 1953 My Wonderful Yellow Car – (Fukejo haru kaze) – rendezte: Tanigucsi Szenkicsi
- 1953 The Last Embrace – (Hójó) – rendezte: Makino Maszahiro
- 1953 Love in a Teacup – (Himavari muszume) – rendezte: Csiba Jaszuki
- 1953 Eagle of the Pacific – (Taiheijó no vasi) – rendezte: Honda Isiró
- 1954-56 Samurai Trilogy – rendezte: Inagaki Hirosi
  - 1954 Musashi Miyamoto – (Mijamoto Muszasi)
  - 1955 Duel at Ichijoji Temple – (Zoku Mijamoto Muszasi: Icsidzsódzsi no kettó)
  - 1956 Duel on Ganryu Island – (Mijamoto Muszasi kankecuhen: kettó Ganrjúdzsima)
- 1954 The Sound of Waves – (Sioszai) – rendezte: Tanigucsi Szenkicsi
- 1954 The Black Fury – (Micuju-szen) – rendezte: Szugie Tosio
- 1955 A Man Among Men – (Danszei No. 1) – rendezte: Jamamoto Kadzsiró
- 1955 All is Well – (Tenka taihei) – rendezte: Szugie Tosio
- 1955 No Time for Tears – (Otoko arite) – rendezte: Marujama Szeidzsi
- 1955 Record of a Living Being vagy I Live in Fear – (Ikimono no kiroku) – rendezte: Kuroszava Akira
- 1956 Rainy Night Duel – (Kuro-obi szangokusi) – rendezte: Tanigucsi Szenkicsi
- 1956 The Underworld – (Ankokugai) – rendezte: Jamamoto Kadzsiró
- 1956 Yagyu Secret Scrolls (Part I) – (Jagjú bugeicsó) – rendezte: Inagaki Hirosi
- 1956 Settlement of Love – (Aidzsó no kesszan) – rendezte: Szaburi Sin
- 1956 A Wife's Heart – (Cuma no kokoro) – rendezte: Narusze Mikio
- 1956 Scoundrel – (Narazu-mono) – rendezte: Aojagi Nobuo
- 1956 Rebels on the High Seas – (Súdzsinszen) – rendezte: Inagaki Hirosi
- 1957 A Man in the Storm – (Arasi no naka no otoko) – rendezte: Tanigucsi Szenkicsi
- 1957 Be Happy These Two Lovers – (Kono futari ni szacsi are) – rendezte: Honda Isiró
- 1957 A Dangerous Hero – (Kiken na eijú) – rendezte: Szuzuki Hideo
- 1957 Downtown – (Sitamacsi) – rendezte: Csiba Jaszuki
- 1957 Yagyu Secret Scrolls (Part II) – (Jagjú bugeicsó – Nindzsicu) – rendezte: Inagaki Hirosi
- 1958 Tokyo Holiday – (Tokjo no kjúdzsicu) – rendezte: Jamamoto Kadzsiró
- 1958 The Happy Pilgrimage – (Jadzsikita docsu szugoroku) – rendezte: Csiba Jaszuki
- 1958 All About Marriage – (Kekkon no szubete) – rendezte: Okamoto Kihacsi
- 1958 Theater of Life – (Dzsinszei gekidzsó – Szeisun hen) – rendezte: Szugie Tosio
- 1959 Boss of the Underworld – (Ankokugai no kaojaku) – rendezte: Okamoto Kihacsi
- 1959 Samurai Saga – (Aru kengo no sógai) – rendezte: Inagaki Hirosi
- 1959 The Saga of the Vagabonds – (Szengoku guntó-den) – rendezte: Szugie Tosio
- 1959 Desperado Outpost – (Dokuricu gurentai) – rendezte: Okamoto Kihacsi
- 1959 The Birth of Japan – (Nihon tandzsó) – rendezte: Inagaki Hirosi
- 1960 The Last Gunfight – (Ankokugai no taikecu) – rendezte: Okamoto Kihacsi
- 1960 The Gambling Samurai – (Kuniszada Csúdzsi) – rendezte: Tanigucsi Szenkicsi
- 1960 The Storm of the Pacific – (Hawaii-Midway daikaikúszen: Taiheijó no arasi) – rendezte: Macubajasi Súe
- 1960 Man Against Man – (Otoko tai otoko) – rendezte: Tanigucsi Szenkicsi
- 1960 The Bad Sleep Well – (Varui jacu hodo joku nemuru) – rendezte: Kuroszava Akira
- 1960 Salaryman Chushingura (Part I) – (Szararíman Csúsingura) – rendezte: Szugie Tosio
- 1961 The Story of Osaka Castle – (Oszaka dzsó monogatari) – rendezte: Inagaki Hirosi
- 1961 Salaryman Chushingura (Part 2) – (Zoku szararíman Csúsingura) – rendezte: Szugie Tosio
- 1961 The Youth and his Amulet – (Gen to fudómjó-ó) – rendezte: Inagaki Hirosi
- 1962 Sanjuro – (Cubaki Szandzsúró) – rendezte: Kuroszava Akira
- 1962 Tatsu – (Doburoku no Tacu) – rendezte: Inagaki Hirosi
- 1962 Chushingura: 47 Samurai – (Csúsingura – Hana no maki juki no maki) – rendezte: Inagaki Hirosi
- 1963 Attack Squadron! – (Taiheijó no cubasza) – rendezte: Macubajasi Súe
- 1963 High and Low – (Tengoku to dzsigoku) – rendezte: Kuroszava Akira
- 1963 Legacy of the 500,000 – (Godzsúman-nin no iszan) – rendezte: Mifune Tosiró
- 1963 The Great Thief – (Daitózoku) – rendezte: Tanigucsi Szenkicsi
- 1964 Whirlwind – (Sikonmadó – Dai tacumaki) – rendezte: Inagaki Hirosi
- 1965 Samurai Assassin – (Szamurai) – rendezte: Okamoto Kihacsi
- 1965 Sanshiro Sugata – (Szugata Szansiró) – rendezte: Ucsikava Szeiicsiró – Kuroszava Akira 1943-as Judo Saga I. és 1945-ös Judo Saga II. filmjei alapján készült.
- 1965 Retreat from Kiska – (Taiheijó kiszeki no szakuszen: Kiszuka) – rendezte:  Marujama Szeidzsi
- 1965 Fort Graveyard – (Csi to szuna) – rendezte: Okamoto Kihacsi
- 1966 Wild Goemon – (Abare Góemon) – rendezte: Inagaki Hirosi
- 1966 The Sword of Doom – (Dai-boszacu tóge) – rendezte: Okamoto Kihacsi
- 1966 The Adventure of Kigan Castle – (Kigandzsó no bóken) – rendezte: Tanigucsi Szenkicsi
- 1966 The Mad Atlantic – (Dotó icsiman kairi) – rendezte: Fukuda Dzsun
- 1967 Rebellion – (Dzsói-ucsi: Hairjó cuma simacu) – rendezte: Kobajasi Maszaki
- 1967 The Longest Day of Japan – (Nihon no icsiban nagai hi) – rendezte: Okamoto Kihacsi
- 1968 Sun Over the Kurobe Gorge – (Csikadó no taijó made) – rendezte: Kumai Kei
- 1968 Admiral Yamamoto – (Rengó kantai sirei csókan: Jamamoto Iszoroku) – rendezte: Cuburaja Eidzsi
- 1968 Gion Festival – (Gion macuri) – rendezte: Itó Daiszuke és Jamanoucsi Tecuja
- 1969 Samurai Banners – (Fúrin kazan) – rendezte: Inagaki Hirosi
- 1969 5,000 Kilometers to Glory – (Eikó e no 5000 kiro) – rendezte: Kurahara Korejosi
- 1969 Battle of the Japan Sea – (Nihonkai daikaiszen) – rendezte: Marujama Szeidzsi
- 1969 Red Lion – (Akage) – rendezte: Okamoto Kihacsi
- 1969 Band of Assassins – (Sinszengumi) – rendezte: Szavasima Tadasi
- 1970 Zatoichi Meets Yojimbo – (Zatóicsi to Jódzsinbó) – rendezte: Okamoto Kihacsi
- 1970 The Ambitious – (Bakumacu) – rendezte: Itó Daiszuke
- 1970 The Ambush – (Macsibusze) – rendezte: Inagaki Hirosi
- 1970 The Walking Major – (Aru heisi no kake) – rendezte: Keith Eric Burt, Csino Kódzsi, Sirai Nobuaki
- 1970 The Militarists – (Gekidó no Sóvasi 'Gunbacu') – rendezte: Horikava Hiromicsi
- 1975 Paper Tiger – (Paper Tiger) – rendezte: Ken Annakin
- 1977 Proof of the Man – (Ningen no sómei) – rendezte: Szató Dzsunja
- 1977 Japanese Godfather: Ambition – (Nihon no don: Jabóhen) – rendezte: Nakadzsima Szadao
- 1978 Intrigue of the Yagyu Clan – (Jagjú icsizoku no inbó) – rendezte: Fukaszaku Kindzsi
- 1978 Dog Flute – (Inubue) – rendezte: Nakadzsima Szadao
- 1978 Lady Ogin – (Ogin-szama) – rendezte: Kumai Kei
- 1978 Japanese Godfather: Conclusion – (Nihon no don: kankecuhen) – rendezte: Nakadzsima Szadao
- 1978 The Fall of Ako Castle – (Akó-dzsó danzecu) – rendezte: Fukaszaku Kindzsi
- 1978 Lord Incognito – (Mito kómon) – rendezte: Jamanoucsi Tecuja
- 1979 Winter Kills – (Winter Kills) – rendezte: William Richert
- 1979 The Adventures of Kosuke Kindaichi – (Kindaicsi Kószuke no bóken) – rendezte: Óbajasi Nobuhiko
- 1979 Secret Detective Investigation-Net in Big Edo – (Onmicu dósin: Ó Edo szószamó) – rendezte: Macuo Akinori
- 1980 Hill 203 – (203 kócsi) – rendezte: Maszuda Tosio
- 1980 Shogun (Sogun) – rendezte: Jerry London – Amerikában a tv-ben vetítették, a világ többi részén mozikban
- 1981 The Bushido Blade – (The Bushido Blade) – rendezte: Kotani Cugunobu
- 1981 Inchon! – (Inchon) – rendezte: Terence Young
- 1983 Conquest – (Szeiha) – rendezte: Nakadzsima Szadao
- 1983 Theater of Life – (Dzsinszei gekidzsó) – rendezte: Nakadzsima Szadao, Szató Dzsunja és Fukaszaku Kindzsi
- 1983 Battle Anthem – (Nihonkai daikaiszen: Umi jukaba) – rendezte: Maszuda Tosio
- 1984 The miracle of Joe the Petrel – (Umicubame Dzsó no kiszeki) – rendezte: Fudzsita Tosija
- 1985 Legend of the Holy Woman – (Szeidzso denszecu) – rendezte: Murakava Tóru
- 1986 Song of Genkai Tsurezure – (Genkai curedzure-busi) – rendezte: Deme Maszanobu
- 1987 Shatterer – (Sicilian Connection) – rendezte: Tonino Valerii
- 1987 Tora-san Goes North – (Otoko va curai jo: Siretoko bodzsó) – rendezte: Jamada Jódzsi
- 1987 Princess from the Moon – (Taketori monogatari) – rendezte: Icsikava Kon
- 1989 Demons in Spring – (Haru kuru oni) – rendezte: Kobajasi Akira
- 1989 Death of a Tea Master – (Szen no Rikjú Honkakubó ibun) – rendezte: Kumai Kei
- 1989 Commercial Film Girl – (CF gaaru) – rendezte: Hasimoto Izó
- 1991 Strawberry Road – (Strawberry Road) – rendezte: Kurahara Korejosi
- 1992 Shogun Warrior – (Kabuto) – rendezte: Gordon Hessler
- 1994 Picture Bride – (Picture Bride) – rendezte: Kayo Hatta

## Televíziós szerepei
A Sógun kivételével a tv-filmeket és sorozatokat csak Japánban vetítették.
- 1968 The Masterless Samurai – (Gonin no nobusi) – 6 egyórás epizód
- 1971 Epic Chushingura – (Dai csúsingura) – 52 egyórás epizód
- 1972 Ronin of the Wilderness – (Kója no szurónin) – 104 egyórás epizód
- 1973 Yojimbo of the Wilderness – (Kója no jódzsinbó) – 5 egyórás epizód
- 1975 The Sword, The Wind and the Lullaby – (Ken to kaze to komoriuta) – 27 egyórás epizód
- 1976 The Spy Appears – (Kakusimecuke szandzsó) – 5 egyórás epizód
- 1977 Ronin in a Lawless Town – (Ningjo teiibun muhógai no szurónin) – 23 egyórás epizód
- 1978 An Eagle in Edo – (Edo no taka Gojó beja hankacsó) – 38 egyórás epizód
- 1979 Hideout in a Suite 7 – (Kakekomi biru nanagósicu) – 11 egyórás epizód
- 1980 Sógun – (Sogun) – az 1. és 5. rész 159 perces, a 2–4. részek 93 percesek
- 1981 Sekigahara – (Szekigahara) – 7 óra
- 1981 Bungo's Detective Notes – (Bungo torimonocsó) – 3 egyórás epizód
- 1981 The Ten Battles of Shingo – (Singo dzsúban sóbu) – 2 egyórás epizód
- 1981 My Daughter! Fly on the Wings of Love and Tears – (Muszumejo! Ai to namida no cubasza de tobe)
- 1981 The Crescent Shaped Wilderness – (Kjúkei no kója)
- 1981 The Ronin's Path – (Szurónin makaritóru) – 5 kétórás epizód
- 1982 The Happy Yellow Handkerchief – (Siavasze no kiiroi hankacsi)
- 1983 The Brave Man Says Little – (Júsa va katarazu)
- 1983 Ronin-Secret of the Wilderness Valley – (Makjó szessódani no himicu)
- 1984 Soshi Okita, Burning Corpse of a Sword Master – (Moetecsiru honó no kensi Okita Szódzsi)
- 1984 The Burning Mountain River – (Szanga moju) – 51 epizód

## Ajánlott irodalom
- Stuart Galbraith IV. The Emperor and the Wolf: The Lives and Films of Akira Kurosawa and Toshiro Mifune. Faber & Faber, 2002. ISBN 0-571-19982-8